# Ménil-Hubert-en-Exmes
Ménil-Hubert-en-Exmes è un comune francese di 113 abitanti situato nel dipartimento dell'Orne nella regione della Normandia.

## Società

### Evoluzione demografica
Abitanti censiti